# ادمک
ادمک (به لاتین: Adamek) در لهستان است که در Gmina Stąporków واقع شده‌است.

## خصوصیات
ادمک ۲۵۰ نفر جمعیت دارد.